# Emilio Giannelli
Pour les articles homonymes, voir Giannelli.
Emilio Giannelli, né à Sienne (Italie) le 25 février 1936, est un dessinateur italien.

## Biographie
Greffier au Monte dei Paschi di Siena et dessinateur par passion, Emilio Giannelli est appelé par Giorgio Forattini (it) afin de collaborer au journal La Repubblica par des insertions satiriques. Il collabore au journal romain jusqu'en 1991, quand il passe au Corriere della Sera et en devient le dessinateur phare.
Il a également collaboré avec des magazines tels que Epoca, L'Espresso et Panorama.
Il a été prince de la Feriae Matricularum à Sienne en 1960.

## Publications
Chez Arnoldo Mondadori Editore
- Fratelli d'Italia (1985)
- Scherza coi santi (1986)
- Visti da dietro (1987)
- Contropelo (1988)
- I preziosi ridicoli (1989)
- Gli inaffondabili (1990)
- Alla faccia loro (1991, Corriere Delle Sera)
- Gli uomini che disfecero l'Italia (1992)

Chez Rizzoli Editore
- Senza Parole (1993)
- In fondo a destra (1994)
- Servo Vostro (1995)

Chez Baldini Castoldi Dalai editore
- Olivolì Olivolà (1996)
- Cacciaballe (1997)

Chez Marsilio Editori
- La bombetta (2002)
- Bushetto (2003)
- Il re sola (2004)
- Ricchi, Ricucci & Company (2005)
- Giocondo (2006)
- La cesta (2007)
- Il mago Merlino (2008)
- Meno male che Silvio c'è (2009)
- La banda larga (2010)